# コーポレイト・ディレクション
株式会社コーポレイト・ディレクション（英: Corporate Directions, Inc.）は、東京都品川区に本社をおく、日本の経営コンサルティング会社。
1986年にボストン・コンサルティング・グループ在籍のコンサルタントにより設立された、日本国内初の独立系戦略コンサルティング会社である。

## 概要
1986年にボストン・コンサルティング・グループに在籍していたコンサルタント10名が、国内初の独立系経営戦略コンサルティングファームとして設立。
マッキンゼー、ボストン・コンサルティング・グループなどの外資系企業が主流であった当時のコンサルティング業界において、欧米の合理的戦略思考を日本企業の強みや文化に即した経営と融合させる「和魂洋才」のコンサルティングを目指した。近年には、社員数70名（07年7月時点）に成長し、民間企業に留まらず医療機関、官公庁と、幅広い分野の顧客に対しコンサルティングサービスを提供している。

## 特色
同社は、外資系経営戦略コンサルティングファームにはない特徴として、経営トップ層だけでなくミドル層をも巻き込むアプローチによる「企業変革の現実化」を挙げている。これは、トップ層からのトップダウンだけではなくミドル層からのボトムアップが経営の大きな位置を占める日本企業において有効なアプローチであるとされる。また、時には数年に渡ってクライアント企業に入り込み、戦略の実行･定着へ向けての支援を行う「長期的なコミットメント」も特徴としている。
コンサルティング領域の拡大
経営戦略を基軸としながらも、2005年にはCDI-Medical（医療）、2006年にはCDI-Solutions（経営）と関連会社を設立し、コンサルティング領域の拡大と強化を進めている。また、2008年にはCDI-China(上海支社)、2011年にはCDI-Vietnam(ホーチミン支社)、CDI-Thailand(バンコク支社)、2012年にはCDI Asia-Pacific(シンガポール支社)を設立し、「日本をベースとしたコンサルティングファーム」から「アジアをベースとしたコンサルティングファーム」への移行を進めている。

## リクルート
新卒採用及び中途採用を行っている。
新卒採用は、外資系経営戦略コンサルティングファームにおいて一般的な「up or out」を敢えてとらずに、少数精鋭で採用した新卒全員をマネージャーまで育てあげるという方針をとっている点が特徴的とされる。パートナー自らが採用基準・プロセスを定め採用活動を行い、採用した社員の育成に責任を持つ「担当パートナー制」をとっており、最近では毎年5～6名程度を採用している。

## 主な出身者
- 冨山和彦 - 株式会社経営共創基盤 代表取締役CEO
ボストン・コンサルティング・グループ入社後コーポレイト・ディレクション設立に参画し、後に代表取締役社長に就任。2003年に産業再生機構設立に参画し、代表取締役専務兼業務執行最高責任者（COO）に就任。2007年に経営共創基盤（IGPI）を設立し、代表取締役に就任。郵政民営化委員会委員、内閣府・経済財政諮問会議専門委員。
- 各務茂夫 - 株式会社コーポレイト・ディレクション 創業パートナー、東京大学大学院工学系研究科教授、日本ベンチャー学会会長
- 石橋善一郎 - 日本トイザらス株式会社 代表取締役副社長兼最高財務責任者、東北大学大学院経済学研究科教授
- 澤田宏之 - ブーズ・アンド・カンパニー株式会社 代表取締役
- 田中弦 - Unipos株式会社 創業者・代表取締役CEO
- 松田千恵子 - ブーズ・アンド・カンパニー株式会社 ヴァイス・プレジデント、東京都立大学経済経営学部教授
- 小林賢治 - 株式会社DeNA 取締役 ソーシャルゲーム事業本部長
- 清水勝彦 - 慶應義塾大学大学院（KBS）教授
- 中神康議 - みさき投資株式会社 代表取締役社長
- 西村行功 - グリーンフィールドコンサルティング 代表取締役
- 谷井剛 - 株式会社フォーバルテレコム 代表取締役社長
- 神田昌典 - 経営コンサルタント
- 福澤英弘 - 株式会社アダット 代表取締役
- 加藤憲一 - 小田原市市長
- 梅田優祐 - 株式会社ユーザベース 創業者・代表取締役CEO、株式会社ニューズピックス 創業者・代表取締役会長CEO